# 乌达拉
乌达拉（Udala），是印度奥里萨邦Mayurbhanj县的一个城镇。总人口11712（2001年）。

## 人口
该地2001年总人口11712人，其中男性6093人，女性5619人；0—6岁人口1314人，其中男671人，女643人；识字率74.14%，其中男性为79.27%，女性为68.57%。